# Norrtälje
Norrtälje – miasto w Szwecji, w regionie terytorialnym Sztokholmu, siedziba gminy Norrtälje. Według danych na rok 2018 – 21 188 mieszkańców. Jest członkiem Związku Miast Bałtyckich. Jego miastem partnerskim jest rosyjski Psków